# Бозюм
Бозюм (нід. Bozum, фриз. Boazum) — село в нідерландській провінції Фрисландія. Входить до муніципалітету Південно-Західна Фрисландія.
Його площа становить 7,79км², а населення станом на 2021 рік складало 425 осіб.
Перша згадка про населений пункт датується 1260 роком.

## Галерея

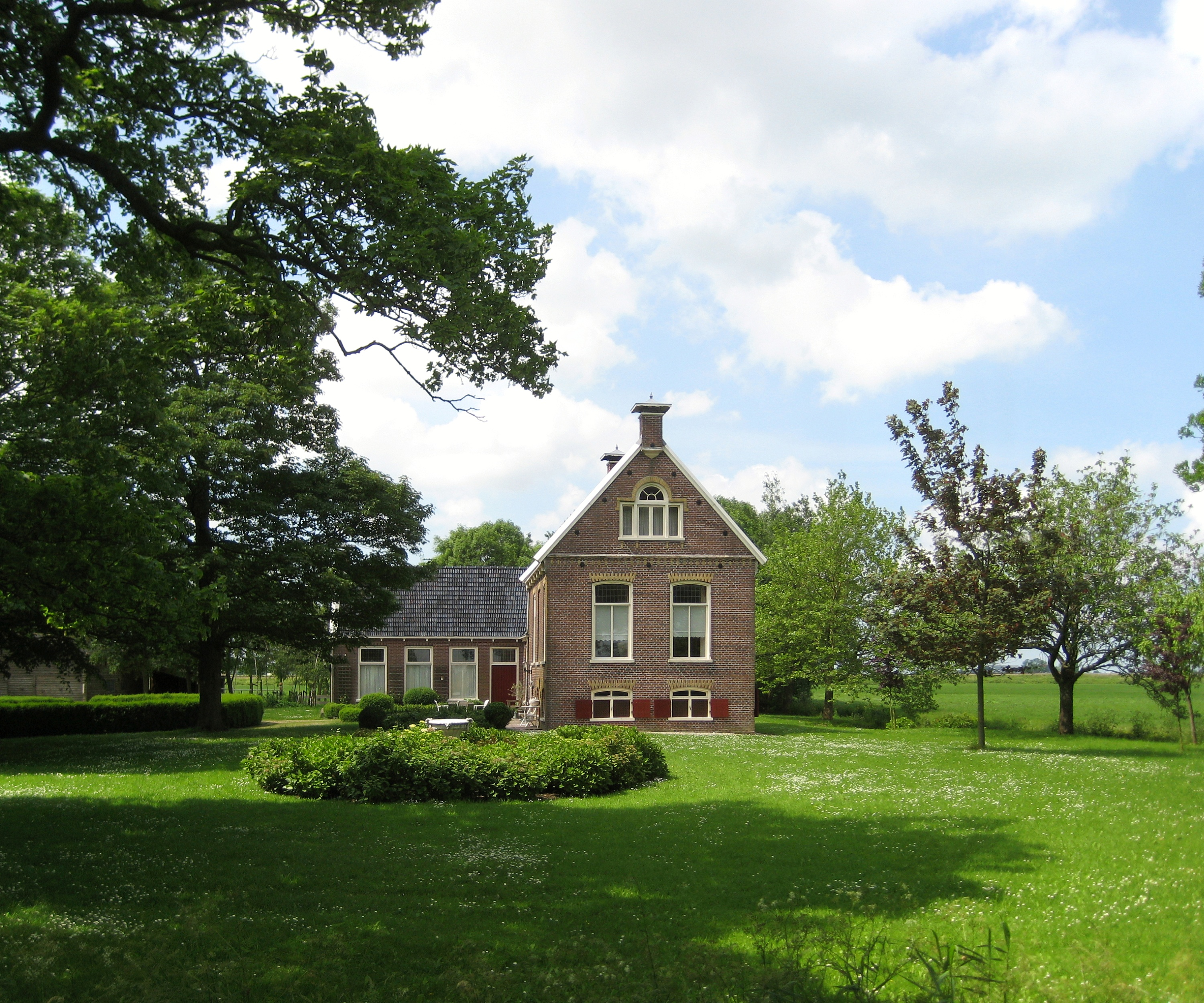
Ферма у селі
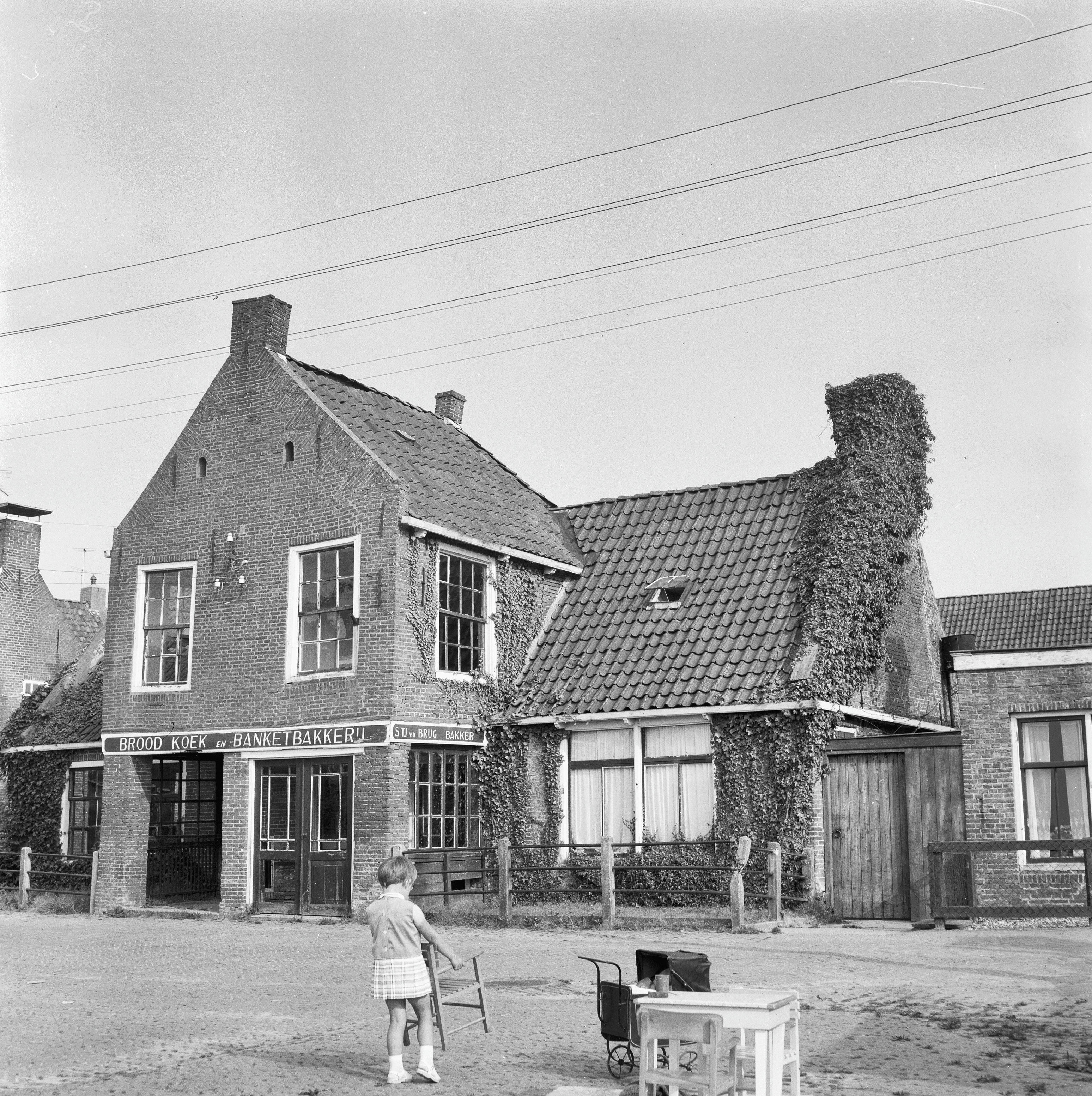
Колишня пекарня (1965)
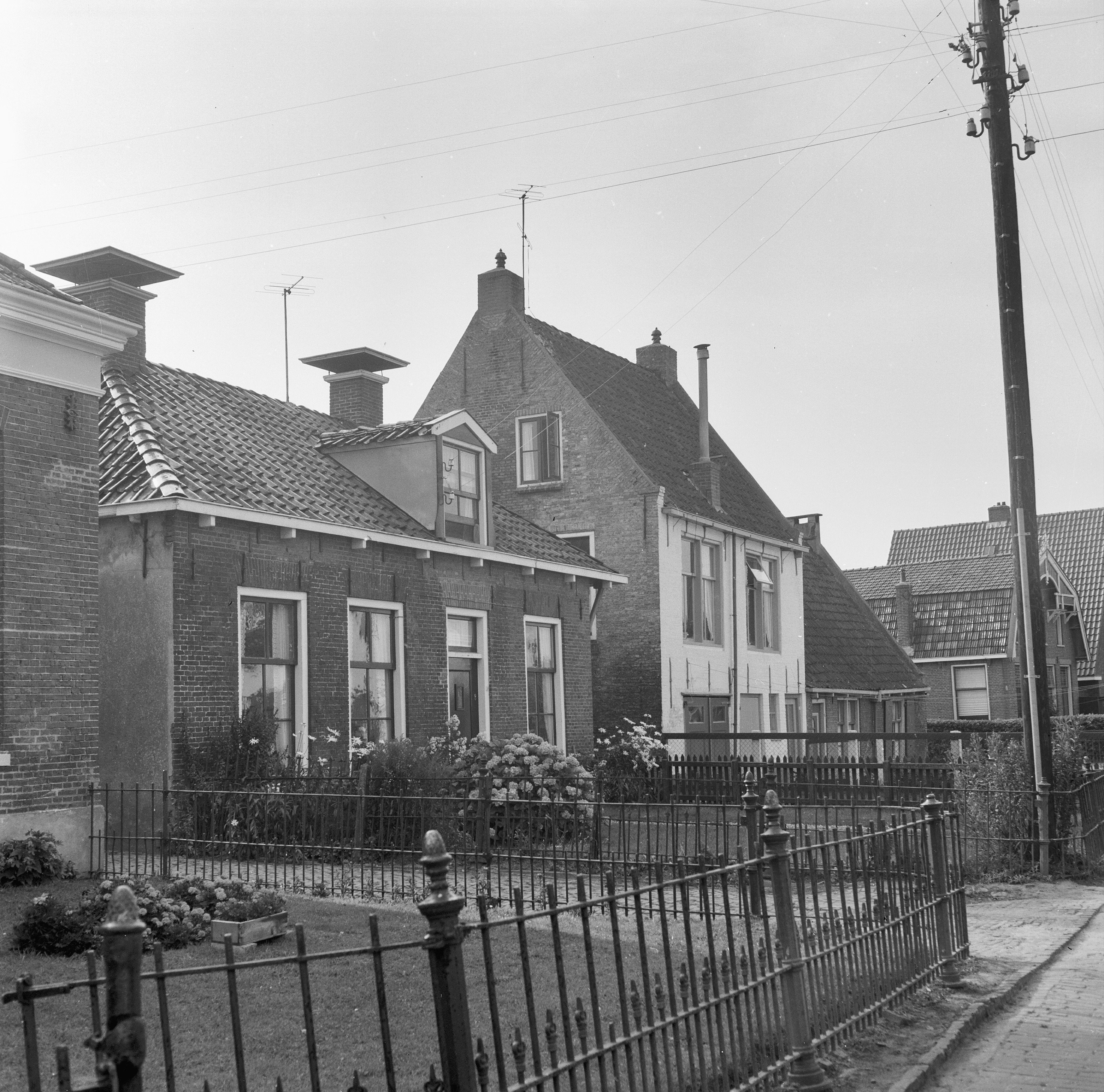
Сільська забудова (1965)
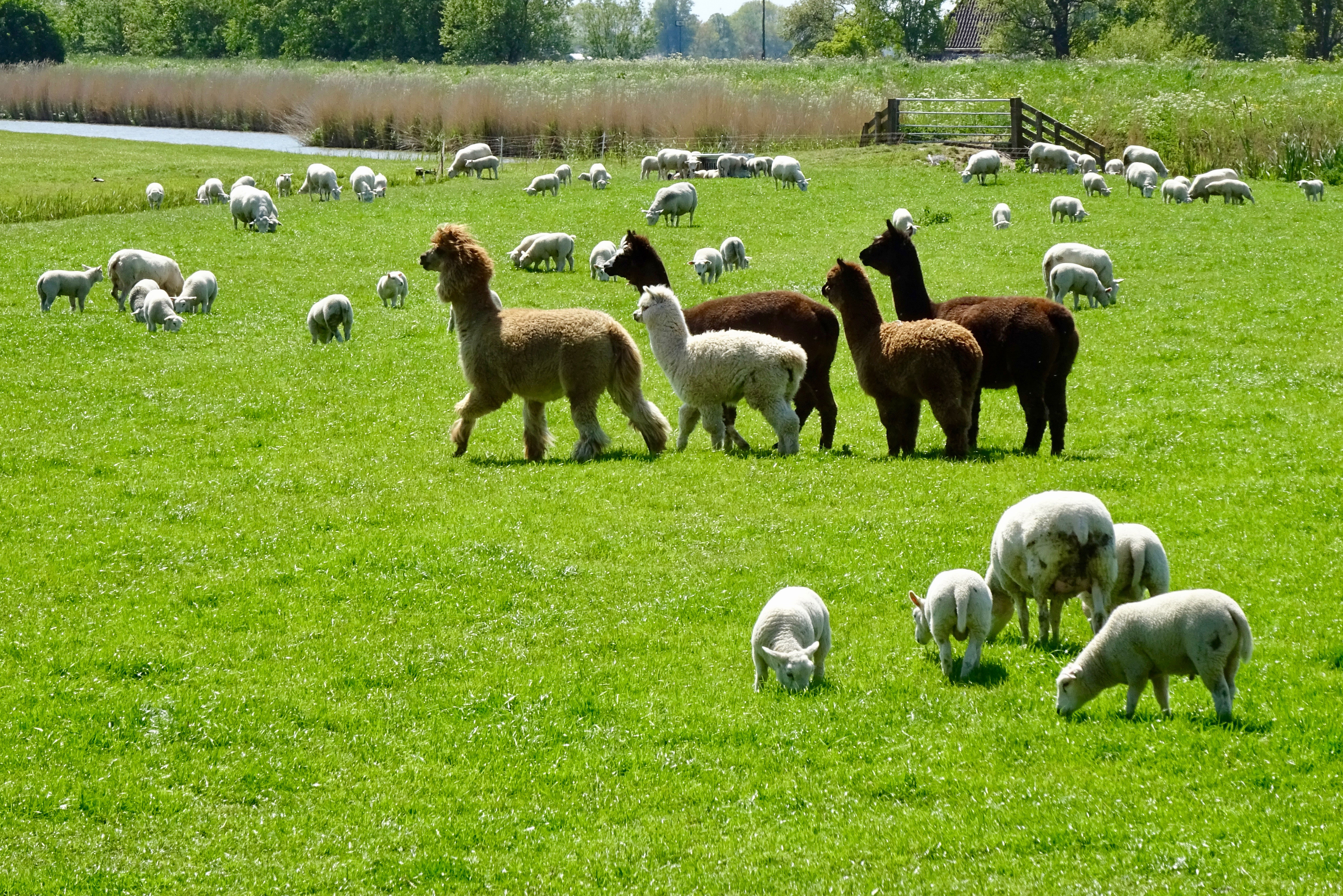
Альпаки і вівці на пасовищі